# Wilbrand I van Loccum-Hallermund
Wilbrand I van Loccum-Hallermund (ook: Wulbrand) (ca. 1120 - 1167) was de laatste graaf van Hallermund. Zijn ouders waren Burchard I van Loccum (-1130) en Akarina (ook: Aliarina).
Hij verkocht zijn resterende bezit van Hallermund aan de hertogen van Brunswijk-Lüneburg.
In 1163 liet hij op zijn eigendommen te Loccum een cisterciënzerklooster stichten, dat een dochterklooster van het Thüringse Klooster Volkenroda was.

## Huwelijk en kinderen
Wilbrand trouwde met Beatrix van Salm-Rheineck, dochter van Otto I van Salm. Uit dit huwelijk stamden 5 kinderen:
- Ludolf I, overleden aan de wonden opgelopen bij een riddertoernooi
- Burchard II,
- Wilbrand II, (overleden in 1189 in Antiochië)
- Beatrix huwde met Hendrik II van Oldenburg-Wildenfels (ovl. 1199). Zij werden de ouders van Wilbrand van Oldenburg
- Adelheid van Loccum-Hallermund